# Gedenkraam in de Sint-Petruskerk (Vught)
Het gedenkraam in de Sint-Petruskerk is een oorlogsmonument in de Sint-Petruskerk in de Nederlandse plaats Vught. Het gedenkraam is geplaatst in opdracht van het kerkbestuur van de St. Petrusparochie en onthuld op zondag 20 oktober 1996 tijdens de muziekmanifestatie: 'Hoor de vrouwen zingen'. Het raam is bedoeld als blijvende gedachtenis aan de solidariteit en eensgezindheid van 91 dappere vrouwen die in de Tweede Wereldoorlog gevangen zaten in Kamp Vught en als vergelding voor hun solidariteit het zogenoemde bunkerdrama moesten meemaken.
Het raam werd op 20 oktober 1996 onthuld tijdens de muziekmanifestatie 'Hoor de vrouwen zingen'. Het verving het enige blanke glas-in-loodraam dat in de kerk aanwezig was en dat was geplaatst kort na de bevrijding van Vught in oktober 1944. Het oorspronkelijke figuratieve glas-in-loodraam ging toen verloren door een granaatinslag.

## Beschrijving
Het raam is ontworpen en vervaardigd door beeldend kunstenaar Marius de Leeuw. Het is opgebouwd in verschillende wit- en blauwtinten. Onder in het raam buigen vrouwen zich over een liggende vrouw. Boven hun hoofden vliegen duiven. In het midden ontspruit een gestileerde, rode roos te midden van prikkeldraad. De kunstenaar wilde door middel van het gedenkraam tot uitdrukking brengen hoe de vrouwen elkaar steeds bleven helpen en steunen tijdens hun gevangenschap ook al waren ze volledig uitgeput en ondergingen ze de wreedste kwellingen. De duiven symboliseren de hoop en positiviteit van de vrouwen. De rode roos in prikkeldraad staat voor hun onderlinge trouw en vriendschap in gevangenschap.
Het initiatief voor het gedenkraam werd in 1995 genomen door het kerkbestuur van de St. Petrusparochie, in nauw overleg met de 'Vriendenkring Vught'. In opdracht van het kerkbestuur zorgde de stichting 'Vrienden van St. Petrus' voor ontwerp en realisatie van het raam en het vergaren van de benodigde financiële middelen. Ter begeleiding werd een comité gevormd bestaande uit vertegenwoordigers van het kerkbestuur van St. Petrus, het Nationaal Monument Kamp Vught (NMKV), de 'Vriendenkring Vught' en de serviceclub voor vrouwen 'Zonta Noord-Brabant'.
Tineke Wibaut-Guilonard, overlevende van het bunkerdrama, had zitting in het begeleidingscomité namens de 'Vriendenkring Vught'. Op haar verzoek is bij het gedenkraam een glazen plaquette geplaatst met de tekst van medegevangene en componist Marius Flothuis: "Als mensen onder deze omstandigheden nog kunnen zingen, dan leeft er een kracht in hen die sterker is dan het kwaad dat hen bedreigt". Flothuis zei dit tegen lotgenoten in de goederentrein waarin hij op de dag na Dolle dinsdag, met alle andere gevangenen uit Kamp Vught, op transport was gezet naar Duitsland. Ter hoogte van Oranienburg, Sachsenhausen werden de vrouwenwagons gescheiden van die van de mannen en hoorde Flothuis de vrouwen zingen. Volgens Tineke Wibaut-Guilonard zongen ze een oud Duits volkslied "Die Gedanken sind Frei", zodat elke Duitser die het hoorde het kon verstaan en wellicht kon begrijpen wat ze bedoelden te zeggen. Het zingen was een overlevingsmechanisme om de grote ellende en ontberingen even te vergeten, maar ook een teken van solidariteit en strijdbaarheid. Tineke Wibaut-Guilonard overleed op 6 oktober 1996, voor de onthulling van het gedenkraam en de plaquette.
Het gedenkraam en de plaquette zijn onthuld door Gisela Wieberdink-Söhnlein, lotgenote en vriendin voor het leven van Tineke Wibaut-Guonard. Zij beschreef het raam met de woorden: Beelden die solidariteit uitdrukken. De kracht van onderdrukte vrouwen. Samen hebben we ons verzet. Samen hebben we gehuild. Samen hebben we gelachen. Samen hebben we gezongen. Samen verlangden we naar de bevrijding. Velen hebben deze niet mogen beleven. Voor de anderen is de steun van hun medegevangenen van levensbelang geweest. Een troostend woord, een arm om je schouder, was vaak genoeg om de kracht te vinden verder te gaan. De solidariteit hielp ons die het meemaakten in de oorlogsjaren om het te overleven en dat verplicht ons om die kracht verder te geven, steeds weer.
In het begeleidingscomité had ook Bieneke de Bode zitting. Zij was het enige kind van Nelly de Bode, een van de tien vrouwen die overleed in het bunkerdrama. Bieneke de Bode kwam er pas vele jaren na de Tweede Wereldoorlog achter wat haar moeder overkomen was doordat de familie het haar niet durfde te vertellen. Omstreeks 1980 zocht ze contact met Non Verstegen, die toen een aanklacht ingediend had tegen een van de SS-commandanten die verantwoordelijk was voor het voltrekken van het bunkerdrama. Non vertelde haar wat er werkelijk gebeurd was en hoe hard ze daarvoor gestraft werden. Bieneke leerde vervolgens Tineke kennen en kwam in contact met de 'Vriendenkring Vught'. Daar ontmoette ze een overlevende van het bunkerdrama die haar moeder geholpen had om overeind te blijven staan zodat ze nog enige zuurstof kreeg, totdat ze bewusteloos raakte en ten slotte bezweek.

## Achtergrond
Een groep van negentig vrouwen in Kamp Vught kwam op voor medegevangene Non Verstegen, die als enige was opgesloten door de kampleiding als straf voor een vergeldingsactie van de hele groep Ze hadden gezamenlijk een Duitse vrouw uit hun barak bestraft die hen verraden had bij de kampleiding. De vrouwen toonden zich vervolgens solidair met Non door het plaatsen van hun nummer en naam op een lijst bij de Schreibstube. Toen de kampcommandant deze lijst kreeg, werd hij woest en beschuldigde de vrouwen van muiterij. Hij strafte ze hard. De milde straf voor een werd omgezet in een meedogenloze straf voor allen. De gehele groep vrouwen werd opgesloten in twee veel te kleine cellen. In een cel werden 74 vrouwen geduwd door de bewakers en de kampcommandant en de overige 17 in de cel ernaast. Na een lange nacht in de cel met 74 vrouwen bleken tien vrouwen door verstikking overleden te zijn en was een vrouw krankzinnig geworden. Deze tragische gebeurtenis staat bekend als het bunkerdrama.
Van de 91 vrouwen stierf een aantal later in gevangenschap: in Kamp Vught, op transport in overvolle goederenwagons kriskras door Duitsland maar vooral in vrouwenkamp Ravensbrück waar de omstandigheden bijzonder slecht waren. Een deel van de groep overleefde de Tweede Wereldoorlog. Zij bleven solidair en trouw aan elkaar gedurende hun gehele verdere leven. Tineke Wibaut-Guilonard, Hetty Voûte, Non Verstegen en andere lotgenoten konden echter pas na vele jaren van bevriezen van gevoelens en stilzwijgen, erover praten en beschrijven wat hun was overkomen: 'Het was te erg geweest'. Op 30 september 1967, 25 jaar na de bouw van kamp Vught, bezochten ze opnieuw in de bunker cel nr.115 waar ze de hel hadden meegemaakt. Daarna begonnen ze te schrijven over hun lotgevallen, ingezonden stukken naar landelijke kranten, brieven en boeken. Sedert 1985 kwamen de vrouwen regelmatig bijeen in 'Het Nieuwe Kafé' in Amsterdam. Toen het NMKV opgericht werd in 1990 verenigden ze zich met hun mannelijke lotgenoten uit Kamp Vught in de 'Vriendenkring Vught'. Ze waren ook actief bij de verwezenlijking van allerlei oorlogsmonumenten in Vught, waaronder dit gedenkraam met plaquette. Jaarlijks kwamen ze op 16 januari bijeen in het NMKV ter herdenking van hun vriendinnen die overleden in de lange nacht van het bunkerdrama. Sommigen moesten daarvoor vanuit het buitenland overkomen, zoals Ada Hagenaar die in New York woonde, en die in de bunkernacht naast Tineke gestaan had. Nadat alle vrouwen overleden waren, heeft het NMKV heeft de herdenking op 16 januari 2025 overgenomen. 